# Pseudopeziza trifolii
Pseudopeziza trifolii (Biv.) Fuckel – gatunek grzybów z rodziny Drepanopezizaceae. Pasożyt roślin, wraz z gatunkiem Pseudopeziza medicaginis wywołujący chorobę o nazwie kustrzebka koniczyny.

## Systematyka i nazewnictwo
Pozycja w klasyfikacji według Index Fungorum: Pseudopeziza, Drepanopezizaceae, Helotiales, Leotiomycetidae, Leotiomycetes, Pezizomycotina, Ascomycota, Fungi.
Po raz pierwszy takson ten zdiagnozował w 1816 r. Antonius de Bivona-Bernardi, nadając mu nazwę Ascobolus trifolii. Obecną, uznaną przez Index Fungorum, nazwę nadał mu w 1870 r. Leopold Fuckel.
Synonimy:

- Ascobolus trifolii Biv. 1816
- Mollisia trifolii (Biv.) W. Phillips 1887
- Phacidium trifolii (Biv.) Boud. 1869
- Pseudopeziza trifolii (Biv.) Fuckel 1870 f. trifolii
- Pseudopeziza trifolii f. trigonellae Gonz. Frag. 1916
- Trochila trifolii (Biv.) de Not. 1864

## Cykl rozwojowy
Grzyb mikroskopijny, saprotrof i pasożyt obligatoryjny. Zimuje na resztkach pożniwnych – pozostałych w ziemi liściach. Na tym etapie swojego rozwoju jest saprotrofem. Pod skórką górnej powierzchni obumarłych liści tworzy apotecja o średnicy 0,2–0,7 mm. Znajdują się w nich 8-zarodnikowe, zgrubiałe worki na krótkim trzonku, a w nich bezbarwne i bez przegród, owalne lub jajowate askospory o rozmiarach 10–11 × 4,5–5 μm. Wiosną przenoszone przez wiatr dokonują infekcji pierwotnej. Od tego momentu grzyb staje się pasożytem. Na porażonych liściach w miejscu rozwoju grzybni tworzą się plamy o barwie od żółtawej, przez ciemnoczerwoną i szarobrunatną do niemal czarnej. W polskich warunkach klimatycznych nie wytwarza on zarodników konidialnych, infekcji wtórnej natomiast dokonują askospory powstałe na porażonych i opadłych liściach w późniejszym okresie sezonu wegetacyjnego.

## Występowanie i siedlisko
Jest szeroko rozprzestrzeniony. Występuje w Europie, Północnej i Południowej Ameryce, Afryce, Azji, Australii i Nowej Zelandii.
Pasożytuje na koniczynie białej (Trifolium repens) i koniczynie łąkowej (Trifolium pratensis) i ich mieszańcach.